# Januar
Januar måned er opkaldt efter Janus, romersk gud. Ældre dansk navn glugmåned. I Danmark blev januar årets første måned fra begyndelsen af 1300-tallet.

## Januar i Danmark

### Normaltal for januar
- Middeltemperatur: 1,6 °C
- Nedbør: 65 mm
- Soltimer: 52

### Vejrrekorder for januar måned
- 1942 – Den koldeste januar med en middeltemperatur på -6,6 °C. Max- og minimumtemperaturen var hhv. 7,8 og -31,0 °C.
- 1963 – Den solrigeste med hele 100 soltimer.
- 1969 – Den solfattigste med kun 14 soltimer.
- 1982 – Den laveste lufttemperatur nogensinde målt i Danmark. -31,2 °C i Hørsted (Thy) (8. januar).
- 1996 – Den tørreste med kun 6 mm nedbør.
- 1997 – Denne januar tangerede med tørkerekorden på 6 mm fra 1996.
- 2023 - Den højeste lufttemperatur målt i januar: 12,6 °C ved Abed på Lolland.[kilde mangler]
- 2023 – Den vådeste med hele 124.5 mm nedbør.[kilde mangler]
- 2010 – Var første gang at der kom 3 snestorme inden for samme måned. Det meste af landet blev lammet af disse.
- 2020 - Den varmeste januar med en middeltemperatur på 5,5 °C. Max- og minimumtemperaturen var hhv. 11,9 og -4,2 °C.